# Federación de Sociedades de Resistencia de la Región Española
La Federación de Sociedades de Resistencia de la Región de España (FSRO) fue una federación obrera anarquista fundada en 1900, extinguida en 1907, sucedida por Solidaridad Obrera. También se la denominó Nueva FTRE, por ser también sucesora de la Federación de Trabajadores de la Región Española.

## Origen
Luego de disuelto el Pacto de Unión y Solidaridad, se hicieron varios intentos por reconstruir una organización que agrupase a las diversas organizaciones obreras españolas. Entre estos, en Haro el manifiesto del 21 de diciembre de 1899 de la Obrera Internacional, el 24 de enero de 1900 en Manlleu el manifiesto de la Comarcal del Ter, y finalmente, a mediados de 1900 la sociedad de albañiles El Porvenir convoca a un Congreso en Madrid. Se realizó del 13 al 15 de octubre de ese año, con la asistencia de unas 150 sociedades obreras, que representaban a más de 50.000 afiliados. Allí se aprobó la denominación de la Federación, a la que se llamó también "Nueva FTRE".

## Vida de la Federación
Sus estatutos eran de inequívoco contenido anarquista. En su segundo congreso celebrado en Madrid en 1901, convocado por su secretario Francisco Soler, se representaron 73.000 afiliados, y se adoptó la huelga general como método más idóneo para la emancipación obrera.
En su tercer congreso, celebrado en Madrid entre el 14 y 16 de mayo de 1903, participaron 30 delegados representando a unas 100 sociedades obreras; se aprobó la enseñanza laica, el moderamiento de la huelga y se recomendó la práctica de la solidaridad. En el cuarto congreso, celebrado en Sevilla entre el 15 y 18 de mayo de 1904, se acordó repudiar los medios políticos, ratificando la huelga general como método; la participación fue sensiblemente menor. El quinto congreso volvió a Madrid, y tuvo lugar entre el 16 y 19 de mayo de 1905, fue un fracaso, previendo un sexto congreso en La Coruña, que nunca llegó a realizarse. Solo llegó a editar un boletín en esta ciudad, a comienzos de 1906, antes de disolverse.
Una de las reivindicaciones más reclamadas por esta federación fue la obtención de la jornada laboral de 8 horas; además de practicarse la acción directa contra el Estado y la patronal, y la defensa de la huelga general. En Andalucía tuvo su actuación más preponderante durante la ola de huelgas rurales de 1902. También tuvo participación en huelgas en ciudades como Gijón, La Coruña, Sevilla y Barcelona entre 1901 y 1902.
Tras unos años de debilitamiento de la actividad del movimiento obrero en general, y luego de desaparecer la FSORE, surge como sucesora entre 1907 y 1908 Solidaridad Obrera.